# Bassin versant de l'Escaut
Le bassin versant de l'Escaut ou bassin hydrographique de l'Escaut est l'ensemble des territoires de France, de Belgique et des Pays-Bas arrosés par l'Escaut, ses affluents et sous-affluents. 
Ce bassin couvre un territoire d'environ 22 000 km² habité par 11 millions de personnes, avec une agriculture très intensive et une importante industrie sidérurgique et chimique. Cela fait de l'Escaut un des fleuves les plus pollués d'Europe, même si  les choses s'améliorent depuis les années 1980.
Conformément à la directive cadre sur l'eau, il fait partie d'un district hydrographique, unité de cohérence pour la gestion de plusieurs bassins versants, reprises dans l'accord de l'Escaut conclu à Gand le 3 décembre 2002[pas clair]. Ce district de 36 400 km² est encore petit, puisque, au niveau européen, la superficie moyenne des districts hydrographiques s’élève à 109 500 km2. 

## Géographie du bassin versant de l'Escaut

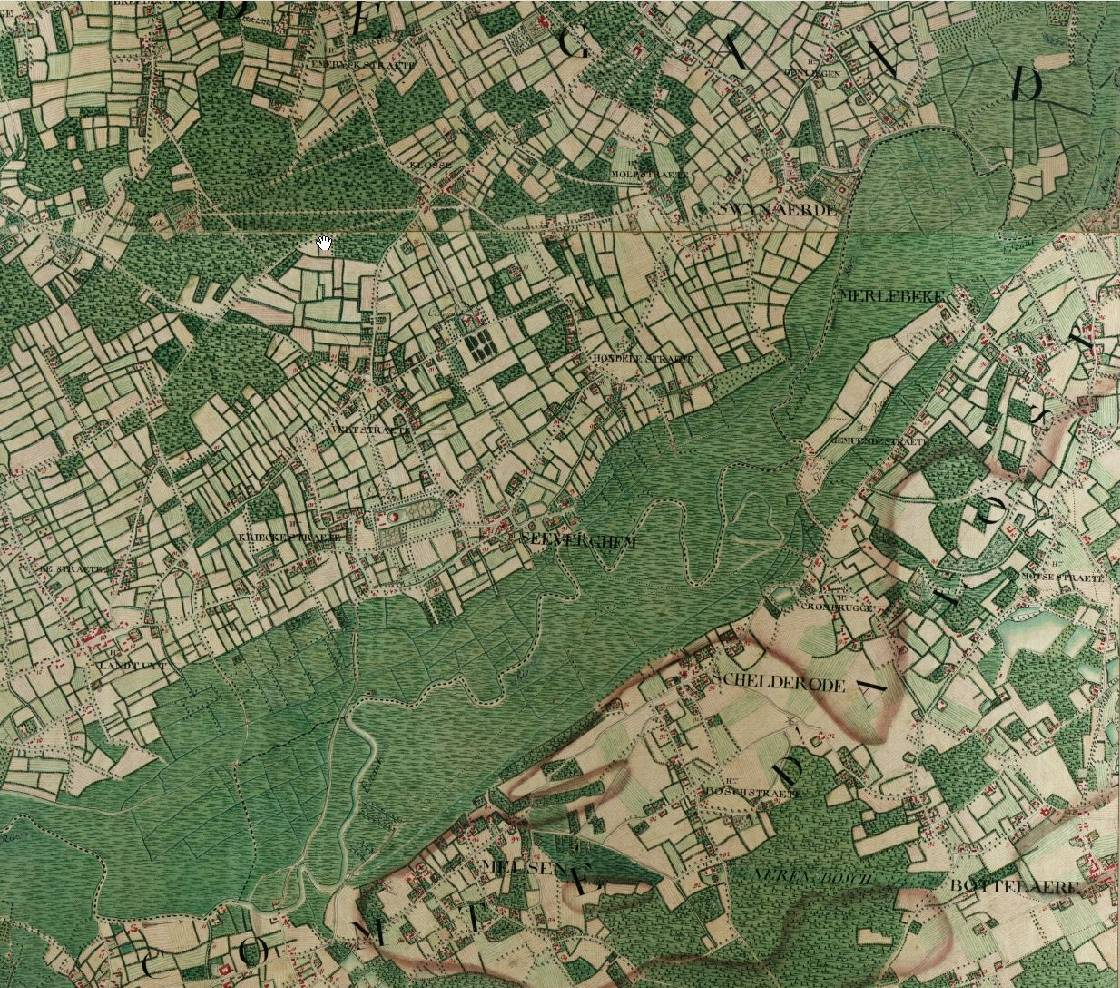
L'évolution du contexte urbain, industriel et agronomique avaient déjà beaucoup modifié le bassin fluvial au XVIIIe siècle, et cela se poursuivra jusqu'à aujourd'hui, plus que pour la plupart des autres fleuves européens. Ici l'Escaut en 1777 à Merelbeke (Belgique), cartographié par Joseph de Ferraris. Le fleuve est encore entouré de prairies inondables ; larges « bandes enherbées » protégeant le fleuve de l'érosion

### Superficies par pays et régions
Le bassin de l'Escaut s'étend précisément sur 21 863 km2 :
- en France : 6 680 km2 (31 %) ;
- en Belgique : 13 324 km2 (61 %) ;
  - Région wallonne : 3 787 km2 (17 %) ;
  - Région flamande : 9 375 km2 (43 %) ;
  - Région de Bruxelles-Capitale : 162 km2 (1 %) ;
- aux Pays-Bas : 1 859 km2 (8 %)[2].

### Relief et hydrographie
- Longueur du fleuve principal : 350 km, dont 140 ont été canalisés, avec plus de 250 barrages et écluses.
- Principaux affluents : la Lys, etc.

Le bassin alluvial est assez plat : la source de l'Escaut n'est qu'à 95 m d'altitude et le point culminant du bassin à 212 m (en Wallonie). Certaines zones de polder se trouvent à - 2 m au-dessous du niveau moyen de la mer (aux Pays-Bas)

### Débit
Environ 10 millions de mètres cubes d'eau se jettent dans la mer chaque jour, soit un débit moyen de 115 m3 s−1.
Environ 1 milliard de mètres cubes d'eau par jour entrent dans l'estuaire et en sortent au rythme des marées.

## Histoire

### Aménagements anciens
Ce bassin fait l'objet d'aménagements par l'homme depuis plusieurs millénaires, et il est en Europe celui qui a le plus souffert des deux guerres mondiales.
La navigation sur l'Escaut et certains de ses affluents fut très active vers le milieu du XVIe siècle (1568) alors qu'« Anvers était la ville la plus opulente et la plus florissante de l'Europe » ; puis les guerres  civiles, politiques et de religion ont provoqué le déclin d'Anvers et d'une partie du bassin, conduisant en 1648 au Traité de Munster qui ferme l'Escaut vers Anvers, stipulant que les navires devaient décharger à Flessingue afin que des petits bateaux néerlandais transportent ensuite les biens et personne vers Anvers ou ailleurs, en réalité au profit d'Amsterdam, depuis longtemps seule rivale d'Anvers.
Cette fermeture de l'Escaut perdurera  146 ans, jusqu'à 1794, date de la conquête de la Belgique par les français, conclue par le traité de paix et d'alliance de La Haye (10 mai 1795) qui ré-institue la libre circulation des bateaux sur l'Escaut.
Napoléon cherche ensuite à faire d'Anvers le point central des constructions navales de son empire, fit exécuter dans cette ville, en 1804, des travaux considérables estimés à plus de treize millions. On distingue, parmi ces travaux, deux bassins auxquels nul autre ne peut être comparé pour la beauté de la construction et l'étendue (le plus grand des deux peut contenir jusqu'à quarante vaisseaux de guerre); le magnifique et vaste chantier de construction où 19 vaisseaux de tout rang se construisaient à la fois, et l'immense bâtiment de la corderie long de 390 mètres, sur 13,50 m de largeur. Les Anglais ne peuvent tolérer cette menace et en 1814 détruisent ces aménagments dont les vestiges seront transportés à Flessingue (ainsi que tous les magasins de la marine) alors que le plus grand des deux bassins de Napoléon est en partie comblé. La Belgique s'unit un temps à la Hollande ce qui relance le commerce à Anvers puis la révolution de septembre 1830 y met fin, les Hollandais restant seuls maîtres des bouches de l'Escaut jusqu'en 1832.
Selon le Précis historique et statistique des canaux et rivières navigables de la Belgique et d'une partie de la France de B. De Rives, publié en 1835, les trente canaux artificiels (soit 638 km) et les parties navigables de rivières encore naturelles (763 km sur la Demer, la Dendre, la Durme, la Dyle, l'Escaut, la Haine, la Lys, la Nèthe, le Rupel, la Scarpe et la trouille) formaient alors un total de 1 401 km de voies navigables dans le bassin de l'Escaut. les bateaux et péniches étaient alors encore parfois munies de voiles et tirées par traction animale voire par des hommes.
Les bateaux sont bien moins nombreux, mai beaucoup plus grands et lourds, plus rapides grâce à leur motorisation. Nombre de ces canaux ont depuis été mis à grand gabarit et le dernier projet en date est celui du Canal Seine-Nord. Les sédiments de la Deûle, de la Scarpe, de l'Escaut ont été gravement pollués sur une grande partie de leurs cours, par les Industries métallurgiques et chimiques notamment.

### Vers unegouvernancetrans - et interfrontalière
Les gouvernements de ces cinq territoires ont signé en 1994 un « Accord portant sur la protection de l'Escaut ». Une Commission internationale pour la protection de l'Escaut (CIPE) a été instituée pour mettre cet accord en œuvre. 
Dans le cadre de la CIPE, le bassin versant a été subdivisé en dix sous-bassins, qui sont, d'amont en aval :
- Le Haut-Escaut : villes de Cambrai, Valenciennes, Tournai, Mouscron
- La Scarpe : Arras, Douai, Saint-Amand-les-Eaux
- La Haine : Mons, La Louvière
- La Lys : Lens, Béthune, Lille, Armentières, Hazebrouck, Courtrai, Roulers
- La Dendre : Ath, Lessines, Grammont, Ninove, Alost, Termonde
- La Senne : Nivelles, Hal, Bruxelles
- La Dyle : Wavre, Louvain, Malines
- La Démer : Hasselt, Aarschot, Diest, Genk
- La Nèthe : Turnhout, Lierre
- L'Escaut occidental ou maritime : Gand, Anvers, Terneuzen, Flessingue, Middelbourg

## Les outils de gestion du bassin versant
Des outils de gestion ont été mis en place sur le bassin versant de l'Escaut :
- En France, les SAGE :
  - le SAGE de l'Escaut
  - le SAGE de la Sensée
  - le SAGE Scarpe Amont
  - le SAGE Scarpe Aval
  - le SAGE de la Lys
  - le SAGE Marque-Deûle
- En Wallonie, Belgique, les contrats de rivière :
  - le contrat de rivière Escaut-Lys
  - le contrat de rivière de la Haine
  - le contrat de rivière de la Dendre
  - le contrat de rivière Dyle-Gette
  - le contrat de rivière Senne

## Le district hydrographique international de l'Escaut
Le district hydrographique international (DHI) de l'Escaut rassemble  :
- le bassin de l'Escaut,
- le bassin de la Somme,
- le bassin de l'Authie,
- le bassin de la Canche,
- le bassin du Boulonnais (rivières Slack, Wimereux et Liane),
- le bassin de l'Aa,
- le bassin des Polders de Bruges,
- les eaux côtières associées

Avec 36 416 km2, c'est l'un des plus petits, mais il est en revanche l'un des plus peuplés et intensivement cultivés d'Europe, avec 22 077 km2 de surface agricole (61 % de la superficie totale du district), 69 336 exploitations agricoles de 32 ha en moyenne (soit ±2 exploitations agricoles par km2). L'élevage est plus présent dans le nord du district, et les labours dans le sud).
Le littoral de ce district s'étend de Ault en France, à l'embouchure de l'Escaut à Breskens, sur environ  340 km très artificialisé localement autour des ports (Anvers principalement, second port européen, avec plus de 130 millions de tonnes de trafic marchand) et en Belgique surtout par le tourisme balnéaire, l'endiguement et la périurbanisation, ainsi qu'aux Pays-Bas par une importante poldérisation. La France et les Pays-Bas ont su mieux préserver le caractère naturel du littoral.
Estuaire : Malgré des progrès dans la qualité de l'eau, il reste l'un des plus pollués d'Europe, eutrophe, fortement émetteur de gaz à effet de serre et en partie anoxique. Il fait l'objet de nombreux travaux de suivi (poissons, plancton,,…) et de recherche, dont via le projet OMES, portant sur la restauration de l’estuaire, ainsi que sur le suivi la qualité de l’eau, la dynamique de la diversité, le fonctionnement des compartiments planctoniques (phytoplancton et zooplancton) et des zones intertidales. Ce travail est effectué en lien avec le plan Sigma destiné à protéger les polders contre les inondations (à la suite notamment de la rupture en 1976 de la digue de Ruisbroek qui a inondé 1/3 de la Province d'Anvers.

### Population
12 855 000 habitants, avec une densité moyenne de 352 hab/km2.

De grandes zones urbaines telles que Lille (1 091 000 hab.), Bruxelles-Capitale (959 318 hab.), Anvers (445 000 hab), Gand (225 000 hab.), Amiens (136 224 hab.) et Bruges (115 000 hab.) regroupent à elles seules 23 % des habitants du DHI Escaut.
En 2000 (et données 2002 pour la Région Flandre), les eaux usées de 53 % de la population étaient traitées par une station d’épuration (STEP).

### Économie
L'industrie y est très présente, pour moitié concentrée dans les sous-bassins de la Lys, de la Senne et du cours inférieur de l’Escaut. Dans l'ensemble du bassin, les principaux secteurs sont l'agro-alimentaire et la métallurgie (1/3 du tissu des entreprises), suivis par la chimie et le textile et un important tissu de petites et moyennes entreprises.

De grandes usines polluantes ont fermé leurs portes dans les années 1990 et 2000 (Métaleurop-Nord par exemple), diminuant certaines sources de pollution, mais en laissant parfois une grande quantité de friches industrielles, sédiments, sites et sols pollués.

## Liste des affluents et sous-affluents
On trouve, à partir de l'embouchure, les cours d'eau suivants :

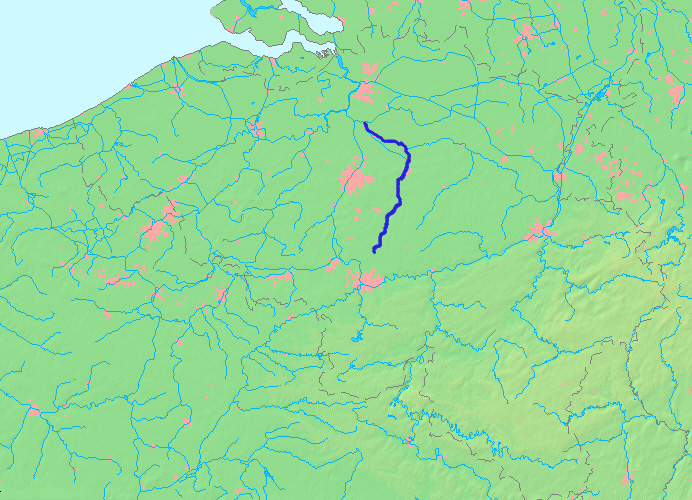
Dyle

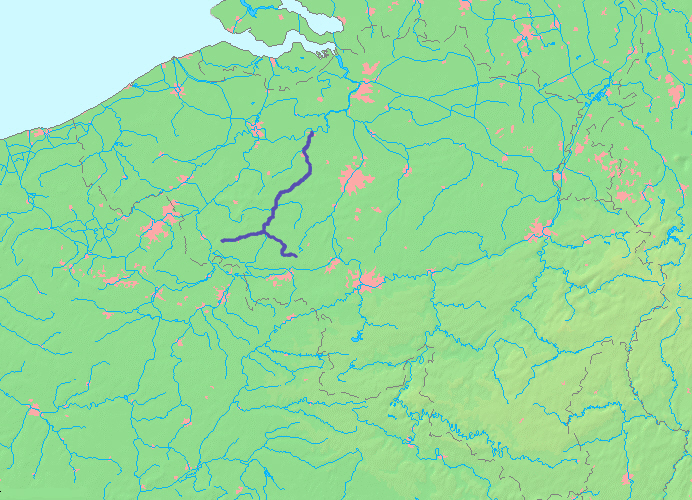
Dendre

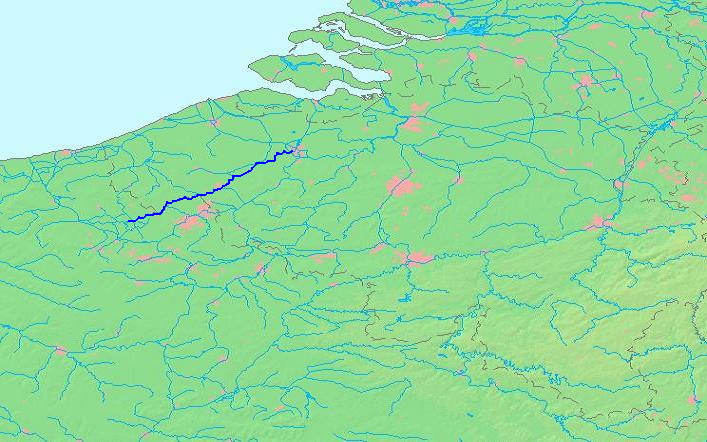
Lys

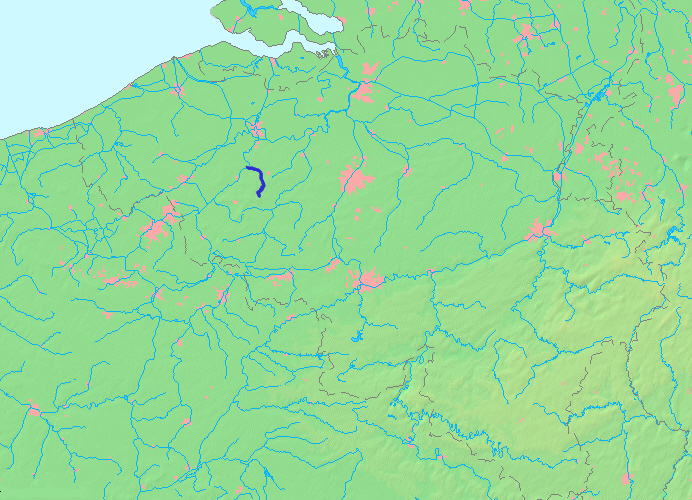
Zwalin ou Zwalm

- Escaut occidental, anciennement Honte (Flessingue)
  - Schijn (Anvers)
  - Rupel (Rupelmonde)
    - Nèthe (Rumst)
      - Petite Nèthe (Lierre)
        - Aa (Grobbendonk)
        - Wamp (Kasterlee)

      - Grande Nèthe (Lierre)
        - Wimp (Herenthout)
        - Molse Nete (Geel)
        - Laak (Westerlo)

    - Dyle (Rumst)
      - Senne (Malines)
        - Maalbeek (Grimbergen)
        - Woluwe (Vilvorde)
        - Maelbeek (Schaerbeek)
        - Molenbeek (Bruxelles)
        - Molenbeek ou Neerpedebeek (Anderlecht-Neerpede)
        - Zuenbeek (Leeuw-Saint-Pierre-Zuen)
        - Zwartebeek (Drogenbos)
          - Molenbeek ou Geleytsbeek (Uccle)

        - Linkebeek (Drogenbos)
        - Molenbeek de Rhode-Saint-Genèse (Beersel)
        - Sennette (Tubize)
          - Hain (Tubize)
          - Samme (Braine-le-Comte-Ronquières)
            - Thisnes (Nivelles)

      - Démer (Rotselaar)
        - Velp (Halen)
        - Gette (Halen)
        - Herck (Herck-la-Ville)
          - Grande Gette (Léau)
          - Petite Gette (Léau)

      - Voer (Louvain)
      - IJse (Huldenberg-Neerijse)
      - Nethen (Grez-Doiceau-Nethen)
      - Lasne (Huldenberg-Terlanen-Sint-Agatha-Rode)
        - Argentine (Rixensart)

      - Thyle (Ottignies-Louvain-la-Neuve)

  - Durme (Tamise)
  - Dendre (Termonde)
    - Marcq (Lessines-Deux-Acren)
    - Ancre (Lessines)
      - Tordoir

    - Trimpont (Papignies à Lessines)
    - Sille (Ath)
    - Dendre Orientale et Dendre Occidentale (Ath)

  - Lys (Gand)
    - Mandel (Wielsbeke)
    - Heule (Kuurne)
    - Gaverbeek (Courtrai)
    - Douve (Comines-Warneton)
    - Deûle (Deûlémont)
      - Marque (Wasquehal)
      - Souchez (Lens)
        - Carency (Souchez)
        - Saint-Nazaire (Souchez)

    - Laquette (Aire-sur-la-Lys)
    - Lawe (La Gorgue-Estaires)
      - Brette, Biette, Blanche, ruisseau de Caucourt, fossé d'Avesnes, Loisne

    - Clarence (Merville)
      - Nave, Grand Nocq

    - Becque de Steenwerck (..)

  - Zwalin (Zwalin)
  - Rhosnes (Kluisbergen)
  - Scarpe (Mortagne-du-Nord)
    - Décours (Mortagne-du-Nord)
      - Elnon (Saint-Amand-les-Eaux)

    - Crinchon (..)
    - Gy (..)

  - Haine ou Hayne (Condé-sur-l'Escaut)
    - Trouille (Mons-Jeumont)
      - By (Quévy)
      - Wampe (Quévy)

    - Hogneau ou Honneau (Condé-sur-l'Escaut)
      - Honelle (Quiévrain)
        - Aunelle (..)
        - Grande Honelle et Petite Honelle (..)

  - Rhonelle (Valenciennes)
  - Écaillon (Thiant)
  - Selle (Denain)
  - Torrent d'Esnes
  - Sensée (dans le canal du Nord à Arleux, puis dans l'Escaut à Bouchain)
  - Erclin (Iwuy)
  - Eauette (Marcoing)